# Plus Mínus EP
Plus Mínus EP je třetí EP od stejnojmenné slovenské skupiny, vydané v roce 2010. Jde o zatím poslední nahrávku skupiny. EP vyšlo pouze v online formě ke stažení, kde si ho stáhlo přes více než 5000 fanoušků.
Video ke skladbě "Na kolenách" získalo na YouTube přes 150 000 zhlédnutí.

## Seznam skladeb[3]
1. „Pravda“
2. „Nahlas vykríknuť“
3. „Keď príde čas“
4. „Mýliš sa“
5. „Na kolenách“
6. „No Time“